# 室温超伝導
室温超伝導（しつおんちょうでんどう、英: Room-temperature superconductivity）は、転移温度がおよそ300K程度で行われる超伝導。
世界各国で研究が続けられているが、2024年時点で発見・実現に至っていない。

## 社会への影響
現在、超伝導を利用した技術はMRIなどの特殊な例に限られているが、室温超伝導が達成されれば冷却コストを掛けずに超伝導の持つメリットを享受することができるようになる。そのことから室温超伝導の実現は産業革命をも凌駕する影響を人類に与えると言われる。
室温超伝導体で電力損失が発生しない送電線を開発すれば、世界規模の電力システムの構築が可能になる。また、核融合炉の実用化にも有効でありエネルギー問題の解決も期待されている。
その他には、浮遊する車の実現、リニアモーターカーの世界的普及、超省エネの超高速コンピューター、高度に安全な体内埋め込みデバイス、小型で低価格の量子コンピューター、脳波を読み取るコミュニケーション・ツールなどが可能になる。

## 実現の試み
2020年10月、ロチェスター大学のランガ・ディアス博士らのグループが、光化学的に合成される炭素質水素化硫黄（英語: Carbonaceous sulfur hydride）の三元系で、267GPaの圧力下において、287.7K（15℃）で超伝導状態になることが報告されたが、同年9月26日、『ネイチャー』はデータや再現性に問題があるとして論文を撤回した。
2023年3月8日、同じくディアス博士らのグループが、高圧下で水素化ルテチウムが294 K（21℃）で超伝導になったとする論文を再度『ネイチャー』に発表し、追試が行われたが、理論的にも実験的にも否定的な見解が多かった。2023年6月9日、イリノイ大学シカゴ校のラッセル・ヘムリー教授のグループが追試に成功したという報告が、インターネット上の論文サーバである「arXiv」に報告された。

### その他の報告
- ランタン水素化物 - 170GPa（170万気圧）の超高圧下において250K（-23℃）[10]
- イットリウム・バリウム・銅の酸化物の単結晶 - イットリウム・バリウム・銅の酸化物の単結晶に、強力なレーザーを照射して0.2ピコ（ピコは1兆分の1）秒間[11]
- LK-99